# Nevado de Cachi

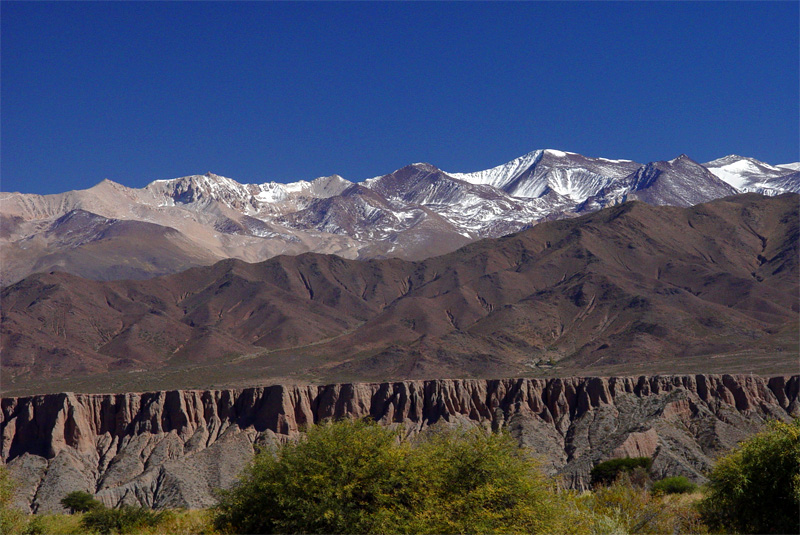
Nevado de Cachi.

El Nevado de Cachi, también conocido como Sierra de Cachi, es la montaña más alta de la región de los valles Calchaquíes y la 19° de Argentina. Con una altitud que llega a los 6356 m s. n. m., está conformado por nueve cumbres, llamándose Cumbre del Libertador General San Martín a la mayor.
Se encuentra íntegramente dentro de la provincia de Salta a pocos kilómetros al oeste de la localidad de Cachi y por lo tanto de la Ruta 40.

## Etimología
Se considera como más probable la cacán: Kak-chi (Piedra del silencio). El arqueólogo e Himalayista salteño Christian Vitry, nos dice respecto al nevado de Cachi: Cuando transitamos por la ruta provincial 59, que nos conduce al pintoresco pueblo de Cachi, ubicado en el corazón del Valle Calchaquí, y luego de atravesar la recta de Tin-tin, se yergue sobre el Occidente la sobrecogedora silueta del Nevado de Cachi.  Su nombre proviene de la lengua utilizada por los antiguos diaguitas de estos fértiles valles, o sea, el cacán.  Así tenemos que "Kak" significa, "peñón, piedra, roca," y "Chi o Chin" que significa: "silencio, soledad".  Entonces las variadas traducciones se refieren al nevado como "blanco peñón de la soledad, peñón frío, o peñón solitario".  La otra etimología proviene del quechua, cuando los incas ocuparon la región e impusieron muchos nombres nuevos, en este caso para estos nativos, la palabra "cachi" significa: "sal", tal vez la explicación lógica de este topónimo sea, que detrás de la montaña, hacia el Oeste, se encuentran los salares puneños, no muy lejos del nevado. 